# Roepera maculata
Roepera maculata är en pockenholtsväxtart som först beskrevs av William Aiton, och fick sitt nu gällande namn av Beier & Thulin. Roepera maculata ingår i släktet Roepera och familjen pockenholtsväxter. Inga underarter finns listade i Catalogue of Life.